# Histiobranchus bruuni
Histiobranchus bruuni är en fiskart som beskrevs av Castle, 1964. Histiobranchus bruuni ingår i släktet Histiobranchus och familjen Synaphobranchidae. Inga underarter finns listade i Catalogue of Life.